# Battaglia di Brandywine
La battaglia di Brandywine fu una delle battaglie della guerra d'indipendenza americana e vide la vittoria delle truppe britanniche di fronte a quelle statunitensi. Questo scontro fu combattuto nel corso della campagna di Filadelfia  (1777-1778).

## Lo scontro
Le forze britanniche, rinforzate dai reparti mercenari degli assiani, sbarcarono la prima settimana di settembre del 1777. L'11 dello stesso mese l'Esercito continentale cercò di bloccarne l'avanzata presso il fiume Brandywine, nei pressi dell'odierna cittadina di Chadds Ford. L'attacco inglese per rompere il blocco fu portato su due colonne comandate dai generali von Knyphausen e Cornwallis; gli assiani al comando del generale tedesco si lanciarono contro il centro dello schieramento statunitense cercando di spezzarlo mentre quelle del britannico le circondavano utilizzando per la prima volta i fucili "Ferguson" a retrocarica, migliori di quelli statunitensi. Washington e il generale Greene riuscirono a rompere l'accerchiamento mentre una piccola retroguardia comandata da La Fayette, promosso quel giorno generale a soli vent'anni, si occupò di coprire la ritirata. Le perdite statunitensi erano, tra morti e feriti, di circa 700 uomini contro i 500 inglesi, quasi tutti feriti.